# Elecciones municipales de Huaura de 2022
Las elecciones municipales de Huaura de 2022 se llevaron a cabo el domingo 2 de octubre de 2022 para elegir al alcalde y al Concejo Provincial de Huaura. La elección se celebró simultáneamente con elecciones regionales y municipales (provinciales y distritales) en todo el Perú.

## Sistema electoral
La Municipalidad Provincial de Huaura es el órgano administrativo y de gobierno de la provincia de Huaura. Está compuesta por el alcalde y el Concejo Provincial.
La votación del alcalde y el concejo se realiza en base al sufragio universal, que comprende a todos los ciudadanos nacionales mayores de dieciocho años, empadronados y residentes en la provincia de Huaura y en pleno goce de sus derechos políticos, así como a los ciudadanos no nacionales residentes y empadronados en la provincia de Huaura. No hay reelección inmediata de alcaldes.
El Concejo Provincial de Huaura está compuesto por 11 regidores elegidos por sufragio directo para un período de cuatro (4) años, en forma conjunta con la elección del alcalde (quien lo preside). La votación es por lista cerrada y bloqueada. Se asigna a la lista ganadora los escaños según el método d'Hondt o la mitad más uno, lo que más le favorezca.

## Composición del Concejo Provincial de Huaura
La siguiente tabla muestra la composición del Concejo Provincial de Huaura antes de las elecciones.
| Partidos | Partidos                                        | Regidores |
| -------- | ----------------------------------------------- | --------- |
|          | Concertación para el Desarrollo Regional - Lima | 7         |
|          | Alianza para el Progreso                        | 2         |
|          | Movimiento Regional Unidad Cívica Lima          | 1         |
|          | Fuerza Popular                                  | 1         |

## Elecciones internas
Los partidos políticos realizaron la convocatoria a elecciones internas (15–22 de enero de 2022) para definir a los candidatos de sus organizaciones en listas cerradas y bloqueadas. Se sometieron a elección las candidaturas a:
- Alcaldía Provincial de Huaura (1 candidaturas).
- Concejo Provincial de Huaura (11 candidaturas).
- Alcaldías distritales de Huaura (11 candidaturas).
- Concejos distritales de Huaura (65 candidaturas).

Existen dos modalidades para la organización de las elecciones internas:
- Modalidad de elección directa: con voto universal, libre, voluntario, igual, directo y secreto de los afiliados. Fue la modalidad utilizada por Alianza para el Progreso,[5] Patria Joven,[6] Acción Popular[7] y Somos Perú.[8] Las elecciones se realizaron el 15 de mayo de 2022.
- Modalidad de delegados: a través de delegados previamente elegidos mediante voto universal, libre, voluntario, igual, directo y secreto de los afiliados. Fue la modalidad utilizada por Concertación para el Desarrollo Regional - Lima,[6] Movimiento Regional Unidad Cívica Lima,[6] Podemos Perú,[9] Perú Libre,[10] Avanza País[11] Juntos por el Perú[12] y Renovación Popular.[13] Las elecciones se realizaron el 22 de mayo de 2022.

## Partidos y candidatos
A continuación se muestra una lista de los principales partidos y alianzas electorales que participan en las elecciones:
| Candidatura | Candidatura | Partidos y alianzas                                           | Candidatos | Candidatos                   | Ideología                                                           | Resultado previo | Resultado previo | Ref.   |
| Candidatura | Candidatura | Partidos y alianzas                                           | Candidatos | Candidatos                   | Ideología                                                           | Votos (%)        | Reg.             | Ref.   |
| ----------- | ----------- | ------------------------------------------------------------- | ---------- | ---------------------------- | ------------------------------------------------------------------- | ---------------- | ---------------- | ------ |
|             | CDR         | Lista - Concertación para el Desarrollo Regional - Lima (CDR) |            | Jorge Romero Chávez          | Regionalismo limeño                                                 | 22.60%           | 7                | [ 14 ] |
|             | APP         | Lista - Alianza para el Progreso (APP)                        |            | Violeta Romero de Lachira    | Liberalismo económico Conservadurismo liberal Populismo de derecha  | 18.34%           | 2                | [ 14 ] |
|             | UCL         | Lista - Movimiento Regional Unidad Cívica Lima (UCL)          |            | Santiago Cano La Rosa        | Regionalismo limeño                                                 | 16.78%           | 1                | [ 14 ] |
|             | PJ          | Lista - Patria Joven (PJ)                                     |            | Karina Leandro Briceño       | Regionalismo limeño                                                 | 7.97%            | 0                | [ 14 ] |
|             | AP          | Lista - Acción Popular (AP)                                   |            | Maximiliano Castillo Morales | Partido atrapalotodo                                                | 4.72%            | 0                | [ 14 ] |
|             | PP          | Lista - Podemos Perú (PP)                                     |            | Riss García Grimaldo         | Conservadurismo social Populismo Nacionalismo                       | 2.62%            | 0                | [ 14 ] |
|             | PL          | Lista - Perú Libre (PL)                                       |            | Norman Sifuentes Martínez    | Socialismo del siglo XXI Marxismo-leninismo Mariateguismo           | 0.49%            | 0                |        |
|             | SP          | Lista - Somos Perú (SP)                                       |            | Alfredo Zurita Barrenechea   | Democracia cristiana Conservadurismo social                         | Nuevo            | Nuevo            | [ 14 ] |
|             | AvP         | Lista - Avanza País (AvP)                                     |            | Sandro Valle Pimentel        | Conservadurismo liberal Liberalismo clásico                         | Nuevo            | Nuevo            | [ 14 ] |
|             | RP          | Lista - Renovación Popular (RP)                               |            | Henrry Bustamante Chirre     | Ultraconservadurismo Fundamentalismo cristiano Populismo de derecha | Nuevo            | Nuevo            | [ 14 ] |

## Resultados

### Sumario general
|                                                                                                 |                                                       |              |              |              |           |           |
| Partidos y coaliciones                                                                          | Partidos y coaliciones                                | Voto popular | Voto popular | Voto popular | Regidores | Regidores |
| Partidos y coaliciones                                                                          | Partidos y coaliciones                                | Votos        | %            | +/−          | Total     | +/−       |
|                                                                                                 | Movimiento Regional Unidad Cívica Lima (UCL)          | 25,344       | 21.00        | +4.22        | 7         | +6        |
|                                                                                                 | Patria Joven (PJ)                                     | 24,906       | 20.64        | +12.67       | 2         | +2        |
|                                                                                                 | Somos Perú (SP)                                       | 20,793       | 17.23        | n/a          | 1         | +1        |
|                                                                                                 | Concertación para el Desarrollo Regional - Lima (CDR) | 12,018       | 9.96         | –12.64       | 1         | –6        |
|                                                                                                 | Podemos Perú (PP)                                     | 9,278        | 7.69         | +5.07        | 0         | ±0        |
|                                                                                                 | Renovación Popular (RP)                               | 9,176        | 7.60         | Nuevo        | 0         | ±0        |
|                                                                                                 | Alianza para el Progreso (APP)                        | 6,065        | 5.03         | –13.31       | 0         | –2        |
|                                                                                                 | Perú Libre (PL)1                                      | 5,284        | 4.38         | +3.89        | 0         | ±0        |
|                                                                                                 | Acción Popular (AP)                                   | 4,332        | 3.59         | –1.13        | 0         | ±0        |
|                                                                                                 | Avanza País (AvP)                                     | 3,464        | 2.87         | Nuevo        | 0         | ±0        |
|                                                                                                 |                                                       |              |              |              |           |           |
| Total                                                                                           | Total                                                 | 120,660      |              |              | 11        | ±0        |
|                                                                                                 |                                                       |              |              |              |           |           |
| Votos válidos                                                                                   | Votos válidos                                         | 120,660      | 84.47        | +2.61        |           |           |
| Votos en blanco                                                                                 | Votos en blanco                                       | 10,399       | 7.28         | –1.54        |           |           |
| Votos nulos                                                                                     | Votos nulos                                           | 11,793       | 8.26         | –1.06        |           |           |
| Votos emitidos                                                                                  | Votos emitidos                                        | 142,852      | 79.42        | –4.28        |           |           |
| Abstenciones                                                                                    | Abstenciones                                          | 37,011       | 20.58        | +4.28        |           |           |
| Votantes registrados                                                                            | Votantes registrados                                  | 179,863      |              |              |           |           |
|                                                                                                 |                                                       |              |              |              |           |           |
| Fuente:                                                                                         |                                                       |              |              |              |           |           |
| Notas al pie: 1 Comparado con los resultados de Perú Libertario (PL) en las elecciones de 2018. |                                                       |              |              |              |           |           |
| Notas al pie:                                                                                   |                                                       |              |              |              |           |           |
| 1 Comparado con los resultados de Perú Libertario (PL) en las elecciones de 2018.               |                                                       |              |              |              |           |           |

### Concejo Provincial de Huaura
| Cargo                         | Autoridad electa           | Partido político | Partido político                                |
| ----------------------------- | -------------------------- | ---------------- | ----------------------------------------------- |
| Alcalde Provincial de Huaura  | Santiago Cano La Rosa      |                  | Movimiento Regional Unidad Cívica Lima          |
| Regidor Provincial de Huaura  | Hubaldo Fuentes Galarza    |                  | Movimiento Regional Unidad Cívica Lima          |
| Regidora Provincial de Huaura | Ana Ramos Flores           |                  | Movimiento Regional Unidad Cívica Lima          |
| Regidor Provincial de Huaura  | Jorge Robles Dávila        |                  | Movimiento Regional Unidad Cívica Lima          |
| Regidora Provincial de Huaura | Alicia Ríos Padilla        |                  | Movimiento Regional Unidad Cívica Lima          |
| Regidor Provincial de Huaura  | Claudio Chagua Ventura     |                  | Movimiento Regional Unidad Cívica Lima          |
| Regidora Provincial de Huaura | Yoselin Romero Navarro     |                  | Movimiento Regional Unidad Cívica Lima          |
| Regidor Provincial de Huaura  | Gerson Melgarejo Vilcarino |                  | Movimiento Regional Unidad Cívica Lima          |
| Regidor Provincial de Huaura  | Paul Palacios Meléndez     |                  | Patria Joven                                    |
| Regidor Provincial de Huaura  | César Atalaya Saavedra     |                  | Patria Joven                                    |
| Regidora Provincial de Huaura | Carolina Otazú de la Cruz  |                  | Somos Perú                                      |
| Regidor Provincial de Huaura  | Jorge Romero Chávez        |                  | Concertación para el Desarrollo Regional - Lima |

## Elecciones municipales distritales

### Sumario general
| Partidos y coaliciones | Partidos y coaliciones                                | Voto popular | Voto popular | Voto popular | Alcaldías | Alcaldías |
| Partidos y coaliciones | Partidos y coaliciones                                | Votos        | %            | +/−          | Total     | +/−       |
| ---------------------- | ----------------------------------------------------- | ------------ | ------------ | ------------ | --------- | --------- |
|                        | Patria Joven (PJ)                                     | 21,650       | 24.94        | +16.12       | 7         | +6        |
|                        | Movimiento Regional Unidad Cívica Lima (UCL)          | 16,386       | 18.88        | +2.36        | 1         | ±0        |
|                        | Concertación para el Desarrollo Regional - Lima (CDR) | 10,747       | 12.38        | –5.90        | 1         | –2        |
|                        | Somos Perú (SP)                                       | 9,629        | 11.09        | +4.10        | 0         | ±0        |
|                        | Podemos Perú (PP)                                     | 6,349        | 7.31         | +2.49        | 0         | ±0        |
|                        | Fuerza Popular (FP)                                   | 4,483        | 5.16         | –5.16        | 0         | –2        |
|                        | Acción Popular (AP)                                   | 4,194        | 4.83         | +1.48        | 0         | ±0        |
|                        | Perú Libre (PL)                                       | 3,840        | 4.42         | Nuevo        | 0         | ±0        |
|                        | Renovación Popular (RP)                               | 3,410        | 3.93         | Nuevo        | 0         | ±0        |
|                        | Alianza para el Progreso (APP)                        | 3,260        | 3.76         | –9.26        | 1         | –1        |
|                        | Avanza País (AvP)                                     | 1,522        | 1.75         | Nuevo        | 1         | +1        |
|                        | Juntos por el Perú (JP)                               | 1,296        | 1.49         | Nuevo        | 0         | ±0        |
|                        | Partido Patriótico del Perú (PPP)                     | 36           | 0.04         | Nuevo        | 0         | ±0        |
|                        |                                                       |              |              |              |           |           |
| Total                  | Total                                                 | 86,802       |              |              | 11        | ±0        |
|                        |                                                       |              |              |              |           |           |
| Votos válidos          | Votos válidos                                         | 86,802       | 84.60        | +1.86        |           |           |
| Votos en blanco        | Votos en blanco                                       | 8,641        | 8.42         | ±0.00        |           |           |
| Votos nulos            | Votos nulos                                           | 7,157        | 6.98         | –1.85        |           |           |
| Votos emitidos         | Votos emitidos                                        | 102,600      | 80.93        | –3.45        |           |           |
| Abstenciones           | Abstenciones                                          | 24,170       | 19.07        | +3.45        |           |           |
| Votantes registrados   | Votantes registrados                                  | 126,770      |              |              |           |           |
|                        |                                                       |              |              |              |           |           |
| Fuente:                |                                                       |              |              |              |           |           |

### Resultados por distrito
La siguiente tabla enumera el control de los distritos de la provincia de Huaura. El cambio de mando de una organización política se resalta del color de ese partido.
| Distrito          | Alcalde(sa) titular        | Partido político | Partido político                | Alcalde(sa) electo(a)        | Partido político | Partido político                |
| ----------------- | -------------------------- | ---------------- | ------------------------------- | ---------------------------- | ---------------- | ------------------------------- |
| Ámbar             | Edilberto Osorio Arce      |                  | Fuerza Popular                  | Milton Llanos Villarreal     |                  | Avanza País                     |
| Caleta de Carquín | Nilton Carreño Panana      |                  | Fuerza Popular                  | Hugo Bedón Vega              |                  | Patria Joven                    |
| Checras           | Teodoro Rosas Estela       |                  | Alianza para el Progreso        | Elmer Marcos Flores          |                  | Patria Joven                    |
| Hualmay           | Sandra Churrango Valdivia  |                  | Concertación para el Desarrollo | Reynaldo Cherrepano Manrique |                  | Patria Joven                    |
| Huaura            | Jacinto Romero Trujillo    |                  | Unidad Cívica Lima              | Juan Reaño Antúnez           |                  | Patria Joven                    |
| Leoncio Prado     | Máximo Carmin Barreto      |                  | Patria Joven                    | José Narvasta Escudero       |                  | Alianza para el Progreso        |
| Paccho            | Josué Claros Flores        |                  | Partido Aprista Peruano         | Fidel Claros Torres          |                  | Patria Joven                    |
| Santa Leonor      | Alejandrino Retuerto Rosas |                  | Alianza para el Progreso        | Rubén Susanibar Obregón      |                  | Unidad Cívica Lima              |
| Santa María       | Juan García Romero         |                  | Concertación para el Desarrollo | José Vásquez La Cruz         |                  | Patria Joven                    |
| Sayán             | Félix Carrillo Diestra     |                  | Concertación para el Desarrollo | Jesús Torres Jara            |                  | Patria Joven                    |
| Végueta           | Eutemio Rios Alarcón       |                  | Fuerza Regional                 | Mario Rodríguez Collantes    |                  | Concertación para el Desarrollo |